# 卢韦讷
卢韦讷（法語：Louvaines，發音：[luvɛn] ⓘ）是法国曼恩-卢瓦尔省的一个旧市镇，属于瑟格雷区。2016年12月15日，卢韦讷与邻近的14个市镇合并为新市镇蓝色安茹地区瑟格雷，成为了蓝色安茹地区瑟格雷的委派市镇。

## 地理
卢韦讷（47°41'30"N, 0°48'9"W）面积15.07 平方千米，位于法国卢瓦尔河地区大区曼恩-卢瓦尔省，该省份为法国西部内陆省份，大致对应安茹地区，北起顺时针与马耶讷省、萨尔特省、安德尔-卢瓦尔省、维埃纳省、德塞夫勒省、旺代省、大西洋卢瓦尔省和伊勒-维莱讷省接壤。
与卢韦讷接壤的市镇（或旧市镇、城区）包括：昂迪涅、阿维雷、乌东河畔拉沙佩勒、勒利翁当热、圣马丹迪布瓦、瑟格雷。
卢韦讷的时区为UTC+01:00、UTC+02:00（夏令时）。

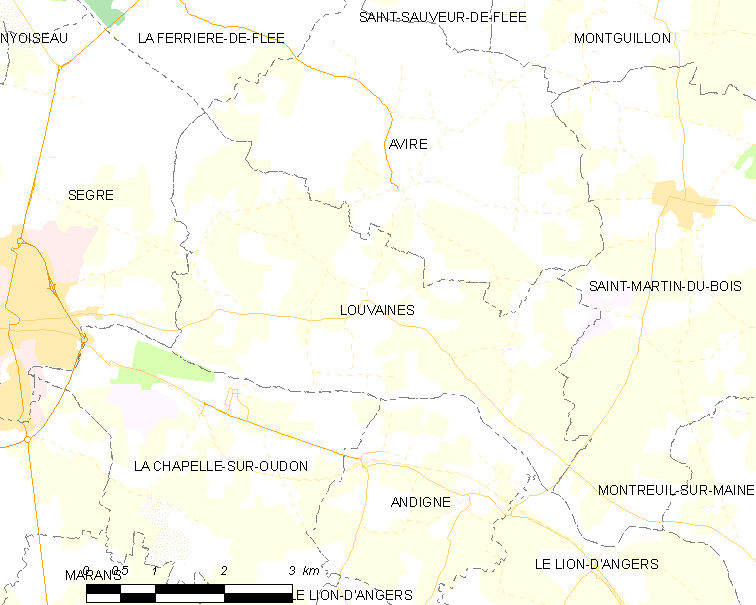
卢韦讷的OSM定位图

## 行政
卢韦讷的邮政编码为49500，INSEE市镇编码为49184。

## 政治
卢韦讷所属的省级选区为蓝色安茹地区瑟格雷县。

## 人口

1962-2008年间卢韦讷人口变化图示

卢韦讷于2018年1月1日时的人口数量为427人。